# تیموو
تیموو (به لاتین: Tymvou) یک منطقهٔ مسکونی در قبرس است که در جمهوری ترک قبرس شمالی واقع شده‌است.

## خصوصیات
تیموو ۳۸۴ نفر جمعیت دارد.